# Cebada perlada

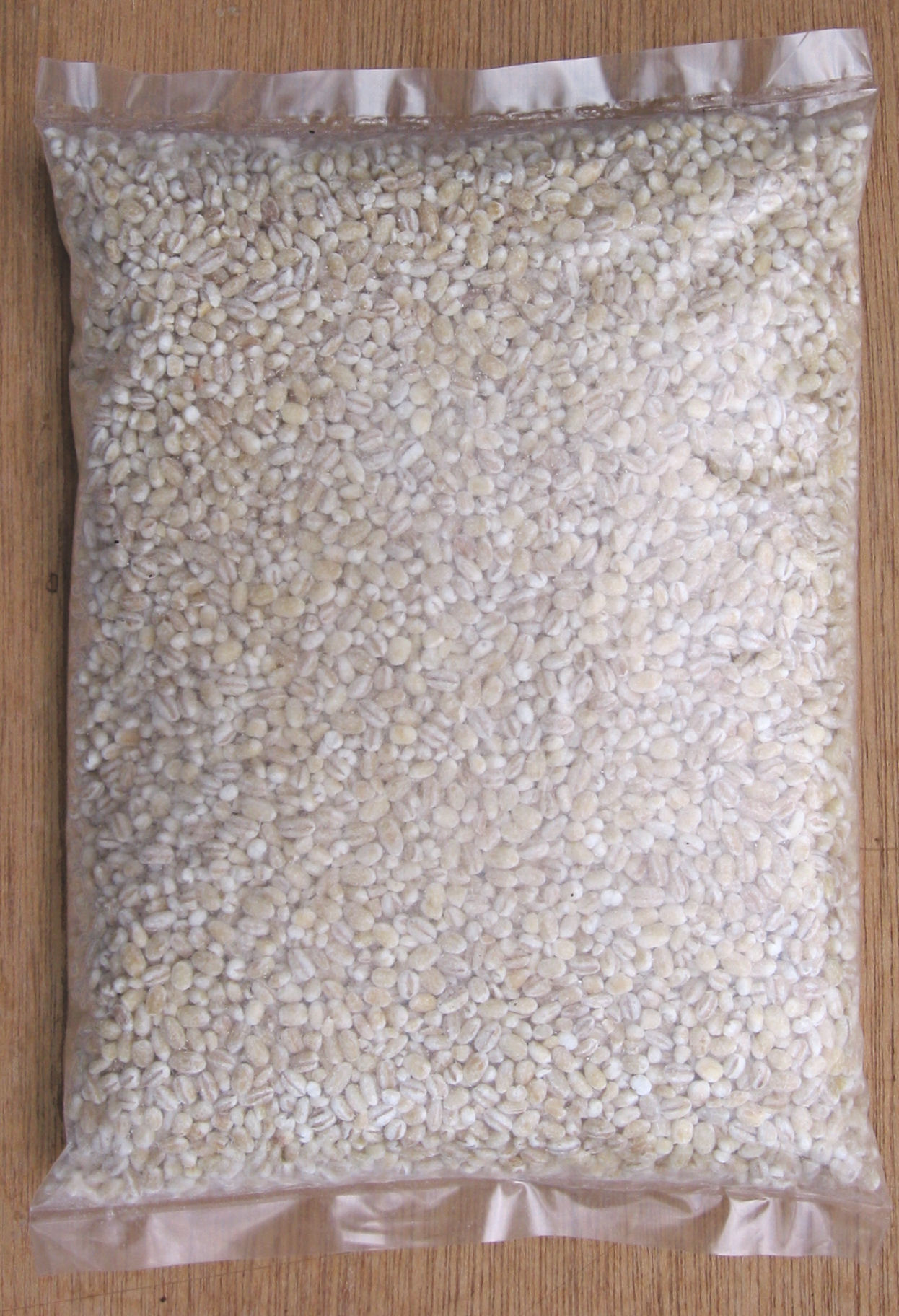
Cebada perlada.

La cebada perlada es un alimento que se compone de granos pulidos y pelados de cebada de forma medio, o bien completamente, redondeada.
Al retirarse la cáscara, se eliminan también las capas externas del grano, por lo que no se considera un "cereal integral". Aunque tiene menos fibra, sigue siendo nutritiva.

## Uso
Las cebadas perladas se cocinan principalmente en sopas y cocidos, también como ingrediente para embutido cocido, potajes o platos dulces.
La sopa de cebada perlada es un cocido tradicional. Para su elaboración se cuece la cebada en agua y acto seguido en caldo o agua con mirepoix, carne o embutido.